# Hundstadt
Hundstadt ist ein Ortsteil von Grävenwiesbach im hessischen Hochtaunuskreis.

## Geographie
Hundstadt liegt im östlichen Hintertaunus im Naturpark Taunus. Das Dorf liegt ca. 2,5 Kilometer südöstlich von Grävenwiesbach. Höchste Erhebung bei Hundstadt ist der Quarzitfelsen des Hirschsteinlai mit 430 Metern über NN.
Nachbarorte sind Laubach (südwestlich), Naunstadt (westlich), Michelbach (östlich) und Wilhelmsdorf (südlich).
Hundstadt ist mit knapp 900 Einwohnern der zweitgrößte Ortsteil der Gemeinde Grävenwiesbach.

## Geschichte
Die Lage von Hundstadt – zusammen mit den Ortsteilen Mönstadt und Naunstadt ergibt sich ein Halbkreis-Gebilde um Grävenwiesbach – lässt darauf schließen, dass es sich um einen geplanten, von Grävenwiesbach ausgehenden Ausbauort handelt. Aus dem Namen kann man schließen, dass der Ort zwischen dem 11. und 14. Jahrhundert entstanden ist. Dieser Zeit ist die Gründung der „statt-Orte“ zuzuordnen.
Erstmals urkundlich erwähnt wurde Hundstadt als „Hoenstad“ 1410. Im Jahr 1568 gab es in Hundstadt die meisten Pferde im Kirchspiel, was darauf schließen lässt, dass ein Fuhrunternehmen tätig war. Dafür spricht auch der Umstand, dass die Straße von Limburg a. d. Lahn in die Wetterau zu dieser Zeit an dem Ort vorbeiführte.
Hessische Gebietsreform
Im Zuge der Gebietsreform in Hessen fusionierten zum 31. Dezember 1971 die bis dahin selbständigen Gemeinden Grävenwiesbach, Heinzenberg, Hundstadt, Laubach, Mönstadt und Naunstadt freiwillig zur erweiterten Gemeinde Grävenwiesbach. Für das Gebiet der sechs früheren Gemeinden wurden per Hauptsatzung jeweils Ortsbezirke errichtet.

## Politik

### Ortsbeirat
Für Hundstadt besteht ein Ortsbezirk (Gebiete der ehemaligen Gemeinde Hundstadt) mit Ortsbeirat und Ortsvorsteher nach der Hessischen Gemeindeordnung.
Der Ortsbeirat besteht aus fünf Mitgliedern. Bei den Kommunalwahlen in Hessen 2021 betrug die Wahlbeteiligung zum Ortsbeirat 64,97 %. Dabei wurden gewählt: ein Mitglied der CDU, drei Mitglieder der „Freien Wählergemeinschaft Grävenwiesbach“ (FWG) und ein Mitglied der Liste „Unabhängige Bürger“ (UB). Der Ortsbeirat wählte Barbara Lauth (FWG) zur Ortsvorsteherin.

### Wappen
| Wappen von Hundstadt | Blasonierung: „In Blau ein sechsstrahliger silberner Stern.“ |
| Wappen von Hundstadt | Wappenbegründung: Dieses im Januar 1953 amtlich gebilligte Wappen wurde bereits 1816 auf Wunsch der Gemeinde in ihr Siegel aufgenommen und es steht seitdem in allen Gemeindesiegeln. Auch in der zuständigen Kirche zu Grävenwiesbach ist es 1859 dargestellt und 1951 erneuert worden. Die Farben wurden zur amtlichen Billigung des Wappens ergänzt. Vor der herzoglich-nassauischen Zeit hat der Ort zum Gericht Grävenwiesbach gehört und daher kein eigenes Siegel geführt. |

## Sehenswürdigkeiten

### Hirschsteinfelsen
Nicht weit vom Dorf liegt im Wald der Hirschsteinfelsen, früher auch Hirschsteinsley genannt, ein Quarzitfelsen, der durch Jahrhunderte langen Abbau von Baumaterial sehr verkleinert wurde. In früherer Zeit soll der Felsen doppelt so hoch gewesen sein und als Steinbruch für den Usinger Schloss- und Straßenbau gedient haben.

### Brunnen
Hundstadt verfügt über fünf gusseiserne Brunnen. In der Hauptstraße 24 befindet sich der älteste dieser Brunnen. Der Brunnen aus dem Jahr 1871 ist auf der Längsseite aus zwei Platten erbaut, die mit Löwenköpfen geschmückt sind. Die einteiligen Seiten weisen einen leeren Kreisring auf. An der Ecke Hauptstraße/Weilerweg befindet sich ein Brunnen aus dem Jahr 1893. Dieser ist genauso wie die aus dem gleichen Jahr stammenden Brunnen in der Hauptstraße und im Naunstädter Weg mit Akanthusrosetten geschmückt.

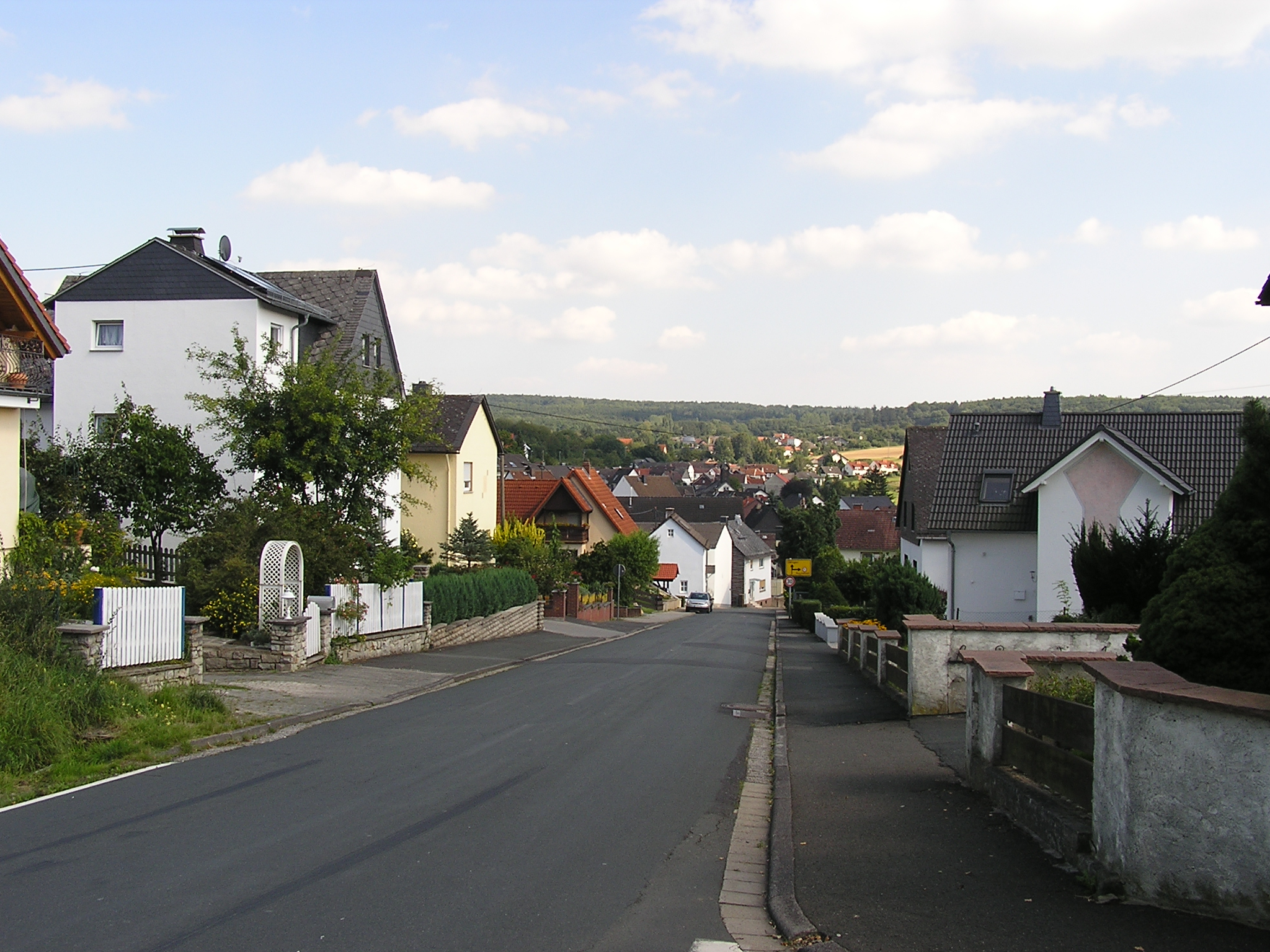
Straßenansicht Hundstadt
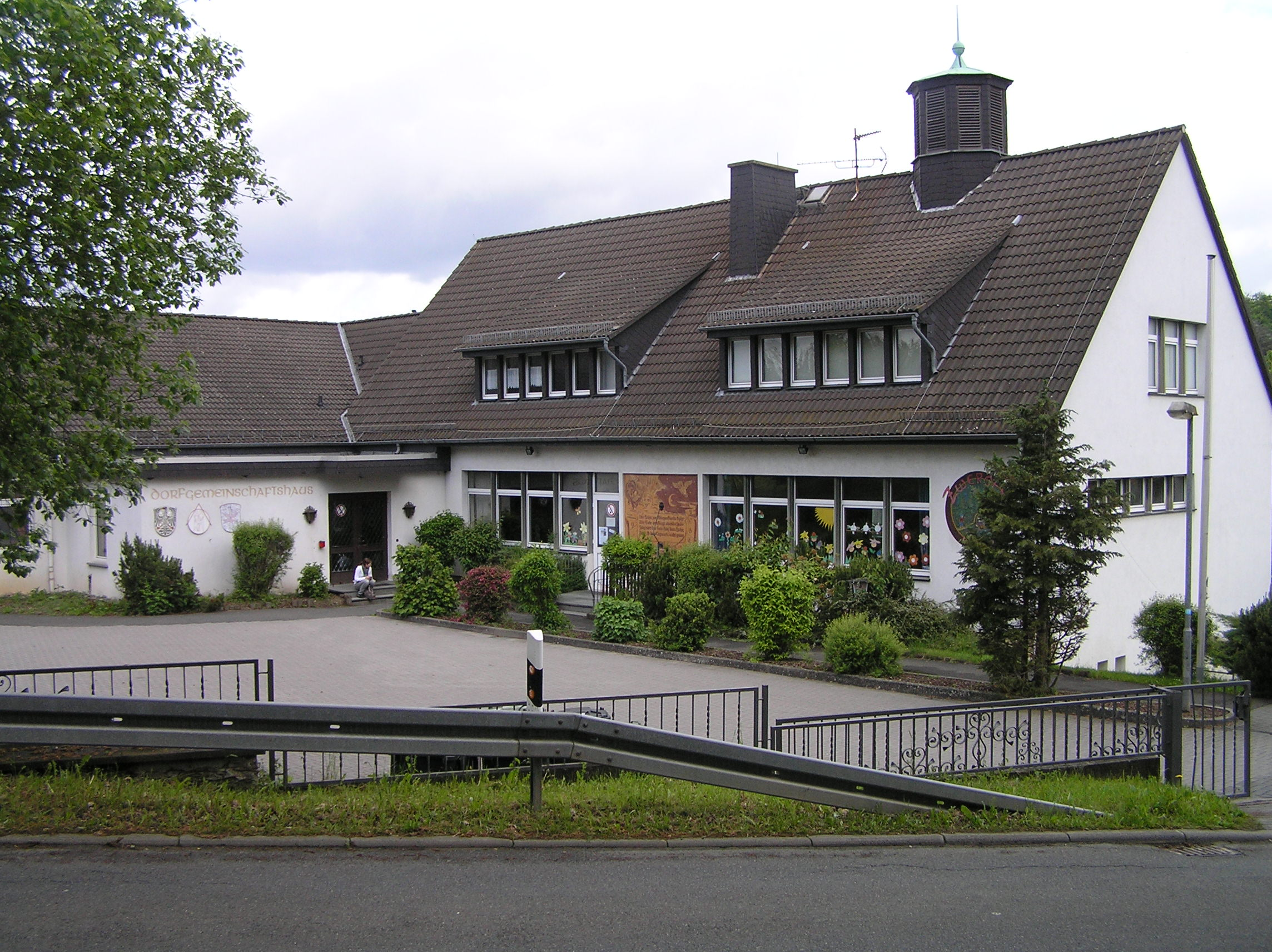
DGH Hundstadt
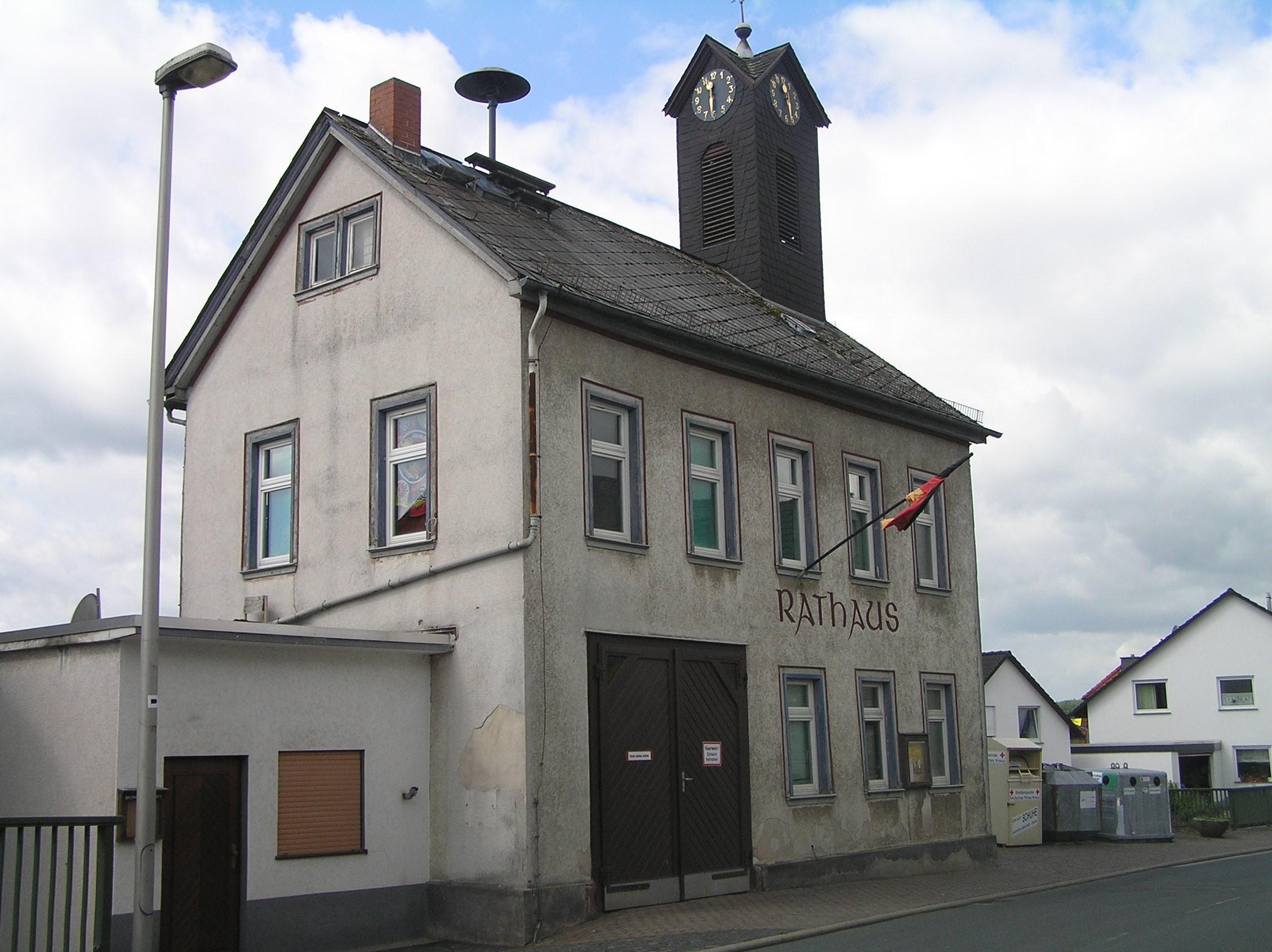
Altes Rathaus Hundstadt
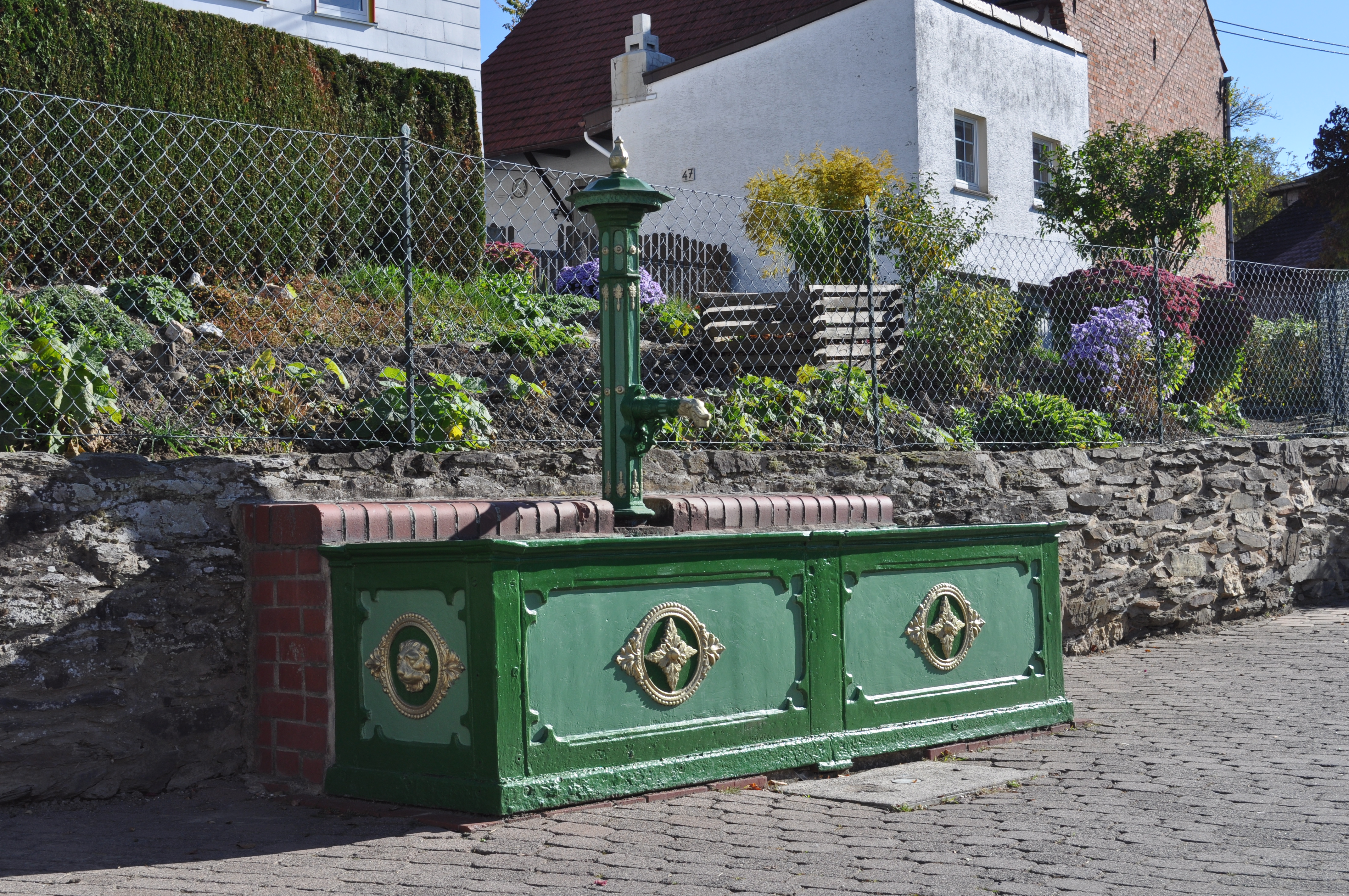
Brunnen Hauptstraße/Weilerweg

## Wirtschaft und Infrastruktur

### Ortsbeschreibung
Das Erscheinungsbild des Ortsteils Hundstadt ist geprägt von der langgezogenen Hauptstraße, welche durch zwei Wohnbaugebiete mit offener Bauweise am westlichen und östlichen Ortsrand abgeschlossen wird. Zentral gelegenen ist der alte Ortskern mit teilweise geschlossener Bauweise und Mischnutzung. An das östliche Wohnbaugebiet (Feldbergstraße/Auf den Gräben) schließt sich ein kleines Gewerbegebiet mit vier Unternehmen, sowie dem Sportplatz an.

### Verkehr
Parallel zur langgezogenen Ortslage verlaufen zwei Verkehrswege durch das Gemarkungsgebiet Hundstadt. Die Bundesstraße 456 im Norden und die Landesstraße 3063 im Süden gehören zu den Hauptverkehrsadern im nördlichen Hintertaunus. Sie verbinden den Kreis-Limburg-Weilburg, sowie den Lahn-Dill-Kreis mit dem Usinger Becken, dem Vordertaunus und damit mit der Stadt Frankfurt. Außerdem besitzt Hundstadt einen Haltepunkt an der Bahnstrecke Friedrichsdorf–Albshausen, womit Hundstadt per Bahn an Grävenwiesbach bzw. Waldsolms und Bad Homburg bzw. Frankfurt angebunden ist.